# Курбанов, Рашид Курбанмагомедович
Рашид Курбанмагомедович Курбанов (17 мая 1981, Махачкала, Дагестанская АССР, РСФСР, СССР) —  российский спортсмен, специализируется по ушу, чемпион Европы по ушу-саньда, 3-х кратный чемпион России.

## Биография
Ушу-саньда начал заниматься в 1997 году. В сентябре 2001 года в Саратове стал чемпионом России. В 2006 году в итальянской коммуне Линьяно-Саббьядоро, выиграв два боя нокаутом и один по очкам стал чемпионом Европы.

## Спортивные достижения
- Чемпионат России по ушу 2001 — ;
- Чемпионат России по ушу 2005 — ;
- Чемпионат России по ушу 2006 — ;
- Чемпионат Европы по ушу 2006 — ;

## Личная жизнь
Родился в Махачкале, родом из села Бурши Лакского района. В 2000 году окончил среднюю школу № 17 в Махачкале. По национальности — лакец.